# José Sánchez Rosa

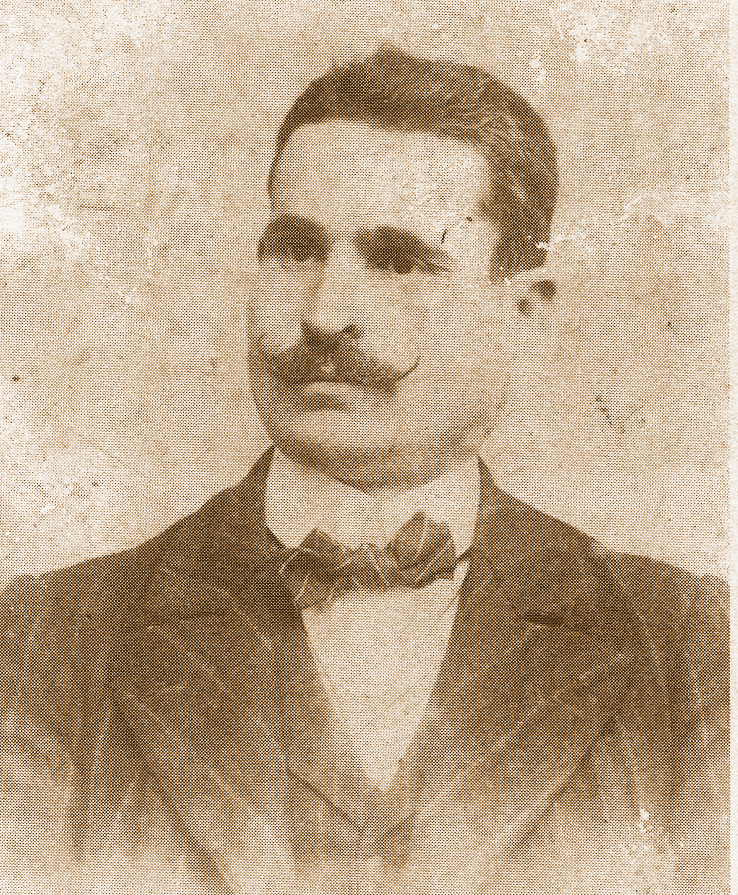
Retrato de José Sánchez Rosa ca. 1895, que se ponía en las aulas de las escuelas fundadas por este pedagogo andaluz.

José Sánchez Rosa (Grazalema, 22 de octubre de 1864-Sevilla, 31 de julio de 1936) fue un anarquista y maestro racionalista español. Seguidor de Ferrer y Guardia y alumno de Fermín Salvochea, fue autor de varios manuales de pedagogía en el ámbito obrero y sindical.

## Historia
José Sánchez Rosa fue hijo de un zapatero en una familia numerosa y pobre.  Desde muy pequeño tuvo que empezar a trabajar ayudando a su padre a remendar zapatos. Su afición por la lectura y su capacidad para aprender hizo posible que ya desde los 13 años leyera la prensa obrera a sus compañeros de trabajo, siguiendo el método solidario de contribuir a la formación cultural de la clase trabajadora. También desde muy joven participó en el movimiento obrero de la época, vinculado a la Primera Internacional (Asociación Internacional de Trabajadores, AIT). En 1901 fue encarcelado, acusado de instigar los sucesos del llamado “Asalto campesino” de Jerez de 1892.
Discípulo de Fermín Salvochea, a quien conoció en la cárcel de Cádiz, en las dos primeras décadas del siglo xx desarrolló una activa labor como propagandista del anarquismo y del anarcosindicalismo por toda Andalucía.

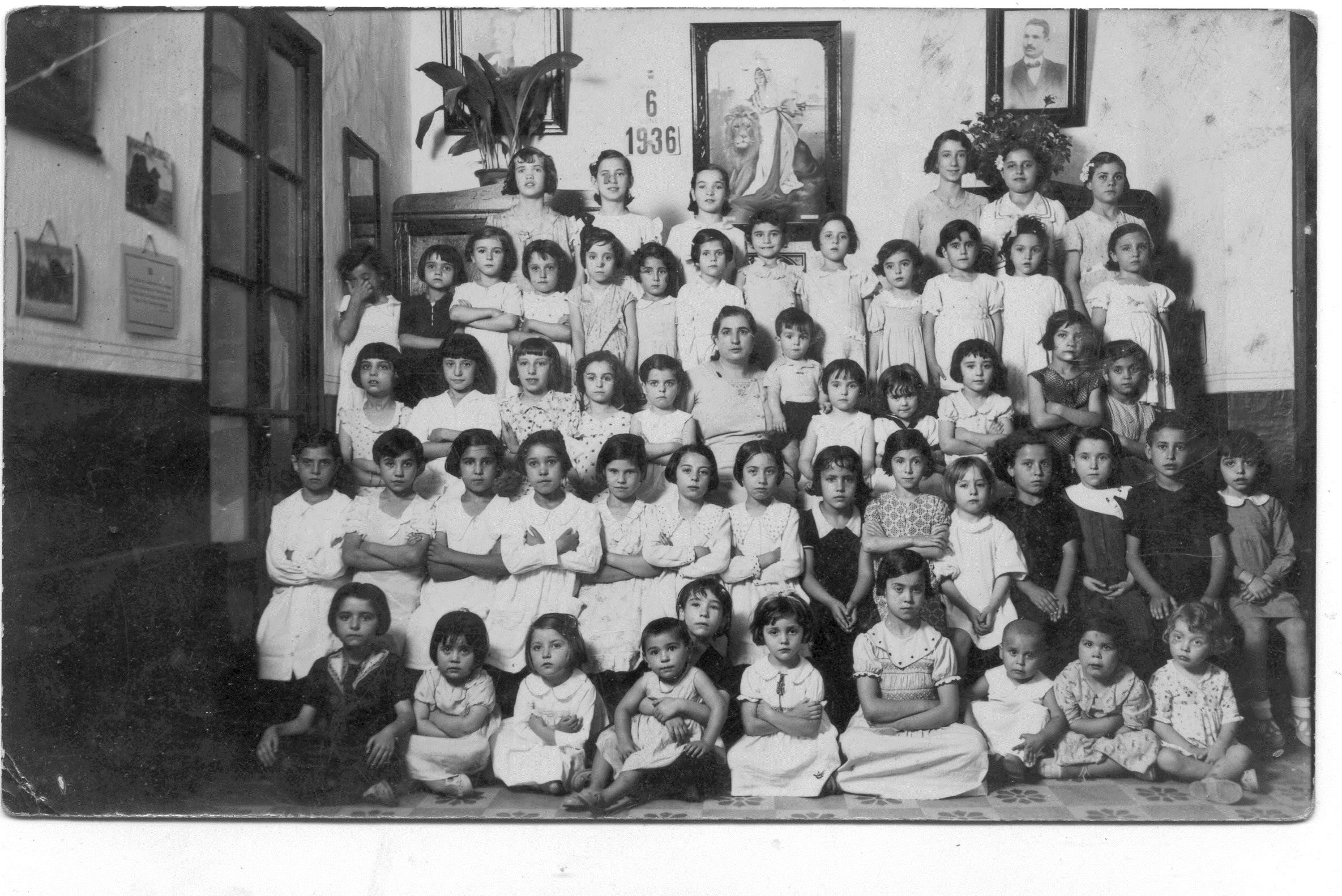
Escuela de José Sánchez Rosa, maestro racionalista andaluz seguidor del modelo propugnado por Francisco Ferrer Guardia. Imagen tomada en la Sevilla de 1936, poco antes de la rebelión militar, autoproclamada con el nombre de ‘Alzamiento Nacional’.

Sánchez Rosa creó varias escuelas racionalistas -el modelo educativo anarquista de la época- en Los Barrios, Aznalcóllar, y a partir de 1911, en Sevilla, en el barrio de Triana, con la colaboración de su pareja, Ana Villalobos, y de su hija Francisca. La enseñanza seguía el modelo propugnado por Francisco Ferrer Guardia en la Escuela Moderna de Barcelona, basado en la coeducación de sexos, el laicismo, la enseñanza científica y racional y el internacionalismo.
El impacto de Sánchez Rosa en la clase obrera andaluza fue notable gracias a la difusión de sus folletos, que tuvieron mucho éxito entre los trabajadores. Muchos de esos obreros aprendieron a leer y a escribir, o adquirieron sus primeras nociones de cálculo, gracias a obras como La Aritmética del obrero, El abogado del obrero o La Gramática del obrero, que publicó en su editorial Biblioteca del Obrero.
Sánchez Rosa, que era muy conocido en los ambientes revolucionarios, no pudo escapar de la represión que siguió a la rebelión militar del 18 de julio de 1936, a pesar de que su quehacer había estado siempre ligado a la tarea educadora y propagandista más que a la propia acción revolucionaria directa. Fue fusilado en Sevilla a finales de julio de 1936 por las tropas franquistas que tomaron la ciudad.

## Obra pedagógica

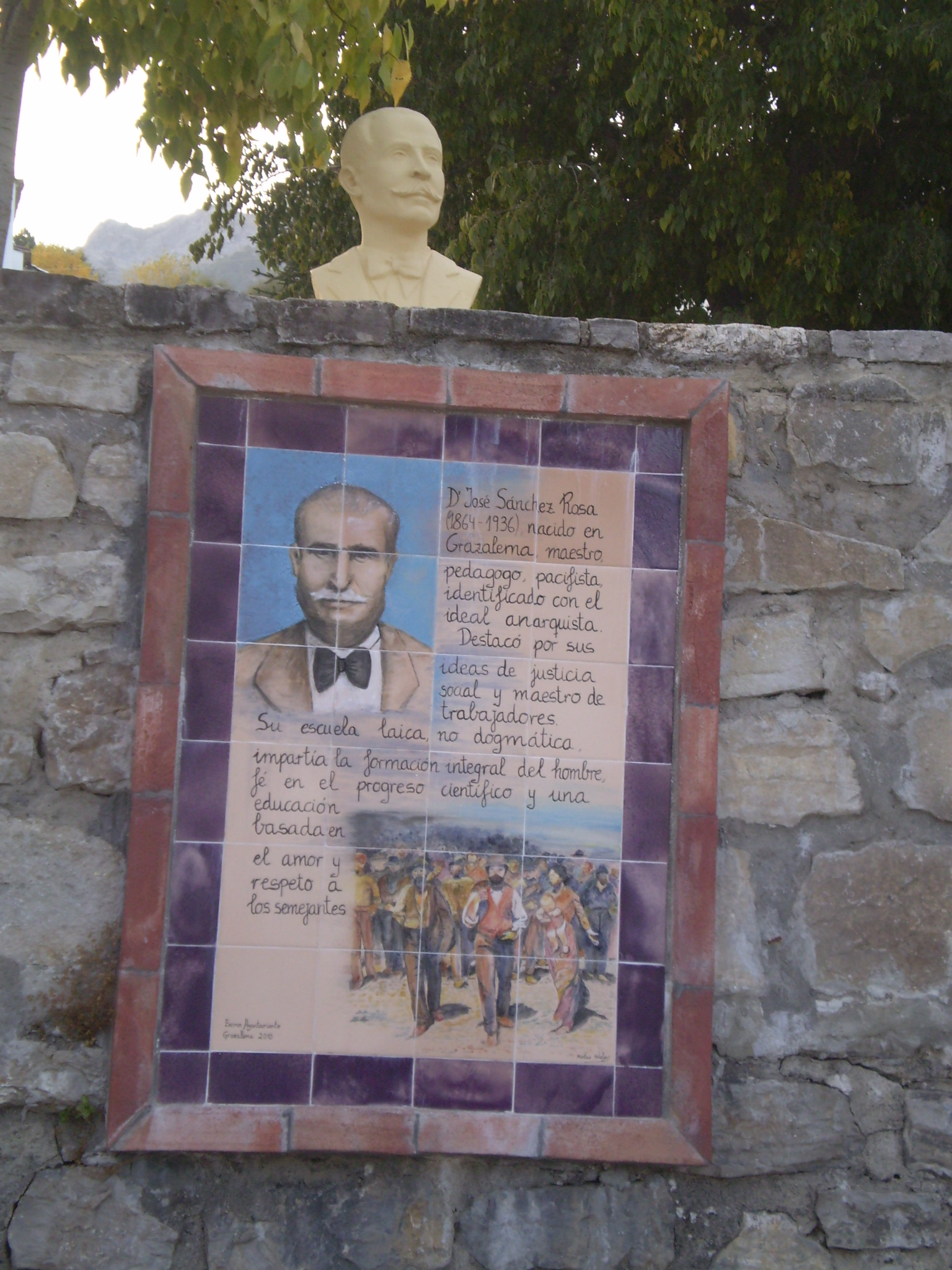
Busto de José Sánchez Rosa en Grazalema

- La aritmética del obrero. Sevilla, 1933. Manual práctico, escrito para el obrero, para que no le engañen ni en los salarios, ni en las compras y ventas.[3]

- La gramática del obrero. Sevilla, 1929. Sencillo manual de ortografía y gramática.[3]

- El abogado del obrero. Sevilla, 1932; (con prólogo de Eduardo Barriobero). No es un libro de leyes sino un manual o guía útil para presentar reclamaciones o peticiones sin tener que contratar a expertos profesionales cuyos honorarios estaban por encima de sus posibilidades.[3]

### Folletos
- Por la educación racional gozaremos de los beneficios de las ciencias y de la libertad. Sevilla, 1912.
- Las dos fuerzas: reacción y progreso. Sevilla, 1904, 1910 y 1931.
- La idea anarquista. La Línea, 1903.
- Sevilla, 1931. Nuevo rumbo. Sevilla, 1932.
- Publicados entre 1911 y 1936: El burgués y el anarquista, El capitalista y el trabajador, El obrero sindicalista y su patrono. El guarda y el obrero.

### Cuentos
Inocencio y Candidito, Entre amiguitas y Los dos profesores.